# Trentepohlia (Paramongoma) extensa
Trentepohlia (Paramongoma) extensa is een tweevleugelige uit de familie steltmuggen (Limoniidae). De soort komt voor in het Neotropisch gebied.